# Holy Nature
Holy Nature（ホーリー・ナチュレ）とは主に女性を主体としたナチュリストビデオおよび出版物を制作・販売しているロシアの企業、またはブランド名。略称はHN。

## 概説
作品は表向きにはナチュリスム、すなわち裸体主義、自然主義を紹介し、推奨する映像を呈しているが、一般に見られるようなヌーディストビーチやコロニー、あるいはそうした場所で行われるイベントなどの様子を収録したものとは異なり、映像作品として企画されたシノプシスに従って人為的に作られた演出のあるものが多く含まれている。その上で、映像の中心となるのはあくまでも女性が主体であり、作品によってはエロチカ的な構成となっているものも見られる。

## 組織構成
組織の構造としてはENATURE.NET（RussianBare.com）の傘下となっており、書籍も含めたHoly Natureブランドの著作物はENATURE.NETから製作・販売が行われている。
- 代表：Michael M.Rusinov
- 取締役：Bob Smith
- 取締役：Galina N.Rusinova
- 取締役：Pedro Flecha
- OKST社代表：Cyrill O.Vasyliev

## Holy Nature Photo Team
ビデオ作品とは別に、出版物をはじめとする写真モデル専門の集団も存在する。
- Anastasia
- Elen Popova
- Nataly Falcone
- Irene Cherbunina
- Tatyana Bobkova
- Uliana Lobashova